# گوآژرو
گوآژرو (به پرتغالی: Guajeru) یک منطقهٔ مسکونی در برزیل است که در باهیا واقع شده‌است. گوآژرو ۶٬۶۴۶ نفر جمعیت دارد.